# Region Seefeld
Die Region Seefeld ist eine Tourismusregion bei Seefeld in Tirol. Sie stellt die gesamte Infrastruktur als Nordisches Zentrum im Wintersport und umfangreiche Angebote der Sommersaison.

## Geographie
Die Region bildet sich aus den Gemeinden Seefeld in Tirol, Leutasch, Reith bei Seefeld, Scharnitz und der Telfer Ortschaft Mösern. Seefeld ist Kernort der Region.
Sie umfasst das Seefelder Plateau, das Leutaschtal und das Scharnitzer Becken.
| vergrößern und Informationen zum Bild anzeigenSicht vom Seefelder Joch über das Seefelder Plateau (vorn, mit dem Ort Seefeld links) auf Sellrainer Berge, Oberinntal, Mieminger Plateau, Hohe Munde, Gaistal/Leutaschtal und Wettersteinmassiv |

## Geschichte
Seefeld war Austragungsort der nordischen Skidisziplinen der Olympischen Winterspiele in Innsbruck (1964 und 1976). Neun Jahre nach den zweiten Olympischen Winterspielen fanden 1985 die Nordischen Skiweltmeisterschaften in Seefeld statt. Die Air & Style Snowboard Contests wurde in den Jahren 2000 bis 2004 hier ausgetragen. Seit 2000 findet der FIS-Weltcup der Nordischen Kombination im Ort statt. Im Jahr 2011 zum neunten Mal in Folge. Bei den im Jänner 2012 erstmals ausgetragenen Olympischen Jugend-Winterspielen wurden ebenfalls die nordischen Sportarten hier ausgerichtet. Im Jahr 2019 wurde die Nordische WM in der Region ausgetragen.
Am 1. Jänner 2003 fusionierten die örtlichen Tourismusvereine zum Gemeindeverband Tourismusverband Olympiaregion Seefeld. 2022 erfolgte eine Umbenennung in Region Seefeld – Tirols Hochplateau.

## Wirtschaft
Die Olympiaregion Seefeld war mit 1,9 Mio. Übernachtungen und etwa 369.000 Ankünften (Stand 2004) die sechstnächtigungsstärkste Destination in Tirol. Sie stellte 15.555 Gästebetten zur Verfügung, wobei in der Drei-bis-fünf-Sterne-Kategorie (45 % Bettenanteil) 56 %, und in den privaten Betten (30 % Bettenanteil) rund 22 % der Gesamtübernachtungen getätigt worden.
Die Destination ist ganzjährig ausgeprägt, mit einer ausgeglichenen Nächtigungsverteilung, mit 124 Vollbelegstagen (Auslastung 35 %, Tourismusjahr 2004). Die durchschnittliche Aufenthaltsdauer beträgt fünf Tage (vorrangige Wochenurlaube).
Kernmärkte sind Deutschland, Niederlande, Italien, Schweiz und Österreich (75 % der Jahresgesamtnächtigungen, davon 46 % Deutschland).
Der Verband hat ein Gesamtbudget von ca. 4,2 Mio. € (2007, 5 % der Gesamtbudgetsumme der Tourismusregionen Tirols).
Im Tourismusjahr 2012/13 gab es knapp 400.000 Ankünfte (eine Steigerung von 10 Prozent gegenüber dem Vorjahr) und gut 1,9 Mio. Übernachtungen (plus 3 Prozent), das Budget betrug 4,4 Mio. €.

## Infrastruktur

### Wintersport

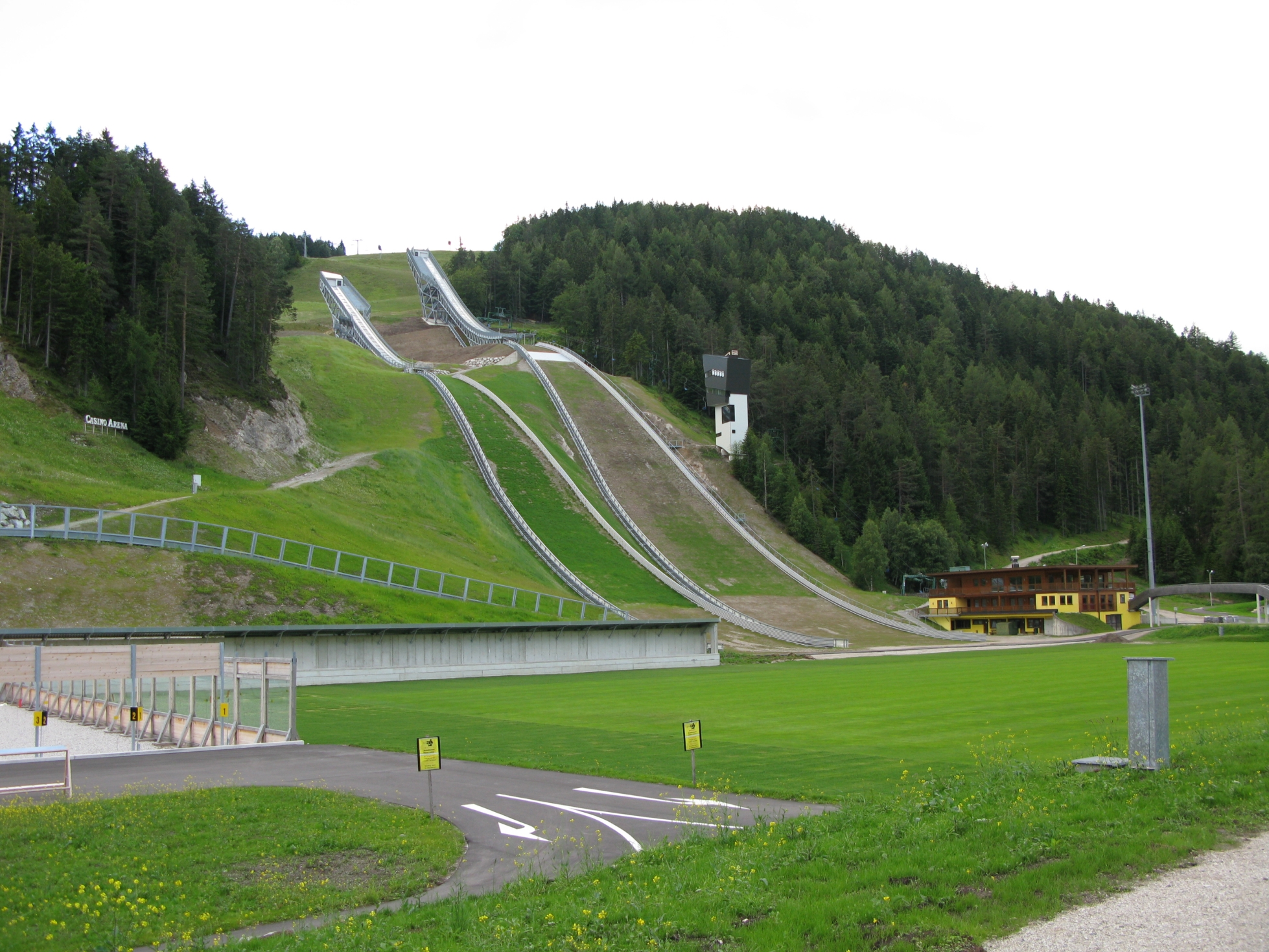
Die Toni-Seelos-Olympiaschanze

Das Seefelder Plateau erhält im Winter viel Neuschnee, ist aber vor Föhn geschützt und gilt als schneesicher. Es wird wegen seiner topografischen und mikroklimatischen Gegebenheiten auch als Sibirien Tirols bezeichnet, Tagestemperaturen unter −20 °C sind keine Seltenheit.
Die Region hat 279 km Loipen (klassisch 154 km, Skating 125 km, 3 km Nachtloipe Seefeld–Mösern), in einer Höhenlage zwischen 1.180 m und 1.550 m. Seefeld war nach Leutasch eine der ersten Gemeinden, die eine Loipengebühr eingeführt haben.
Die beiden Alpinskigebiete Seefelds werden durch einen kostenlosen Skibus verbunden.
- Die im Nordosten an Seefelder Joch und Härmelekopf gelegenen Pisten werden durch die Bergbahnen Rosshütte Seefeld-Tirol-Reith AG (Hauptaktionär: Gemeinde Seefeld) mit insgesamt neun Liften erschlossen (eine Standseilbahn, drei 6er-Sesselbahnen, zwei Gondelbahnen, drei Schlepplifte)
- Der südlich von Seefeld liegende Gschwandtkopf hat acht privat betriebene Lifte (ein 4er-Sessellift, ein Einersessellift, Schlepplifte).

Diese Skigebiete sind größtenteils schneeunabhängig: die Pisten der Rosshütte sind zu 100 % mit energiesparenden HKD-Schneelanzen und aus eigenem Speichersee beschneibar, die des Gschwandtkopf sind mittels Niederdruckpropellerbeschneiung aus der öffentlichen Wasserversorgung ebenfalls nahezu vollständig beschneibar.
- Darüber hinaus befinden sich in unmittelbarer Nähe des Ortszentrums Seefeld der Geigenbühellift und die Birkenlifte (jeweils Schlepplifte).

Am Nordwesthang des Gschwandtkopf befindet sich außerdem die Toni-Seelos-Olympiaschanze – sonst steht als Sprungzentrum auch die nahe Bergiselsschanze in Innsbruck für Großereignisse zur Verfügung.
Weiters werden Angebote wie Pferdeschlittenfahrten, Eisstockschießen, Schlittschuhfahren, Schneeschuhwandern, Rodeln, Snowfun-Sportarten (Snowrafting) gestellt, und über 140 km Winterwanderwege und 70 km für Laufen und Nordic Walking präpariert.

### Sommertourismus und All-Season-Angebot
Das Sommer–Wegenetz umfasst über 650 km, über 266 km Routen für Laufen und Nordic Walking. Für Mountain- und Fitnessbiker bietet das Seefelder Plateau ca. 570 km Radwege. Seit Sommer 2011 können an 17 Verleihstationen E-Bikes gemietet werden, Segway-Touren sind im Sommer wie im Winter möglich. Ausgehend vom Kurpark führt ein gesteinskundlicher Lehrpfad durch das Hermannstal, der durch die Eiszeitgletscher abgelagerte Findlinge aus der Region vorstellt und deren Herkunft beschreibt.
Im Wildmoos liegt ein 18-Loch-Golfplatz (Golfclub Seefeld-Wildmoos), zudem die Golfacademy Seefeld (9 Loch) und die Panoramagolfanlage Seefeld am Geigenbühel. Auch ein Spielcasino ist am Ort.
In Seefeld gibt es ein Erlebnisbad mit Saunenbereichen sowie Möglichkeiten zum Reiten und Tennisspielen. Seit 2011 besteht es eine asphaltierte Rollskistrecke mit der Möglichkeit zum Rollskibiathlon.

### Gastgewerbe und Hotellerie
In Seefeld stehen drei Fünf-Sterne-Hotels und 39 Vier-Sterne-Hotels.

## Auszeichnungen
- Die Region Seefeld wurde vom ADAC mit dem Titel Bestes Langlaufgebiet 2007 ausgezeichnet
- Bei der Leserwahl des DSV-Atlas Ski wurde das Gebiet auf Platz 1 von 232 weltweit nominierten Gebieten in der Kategorie Exzellente Loipen gereiht